# حاجی قادر کویی

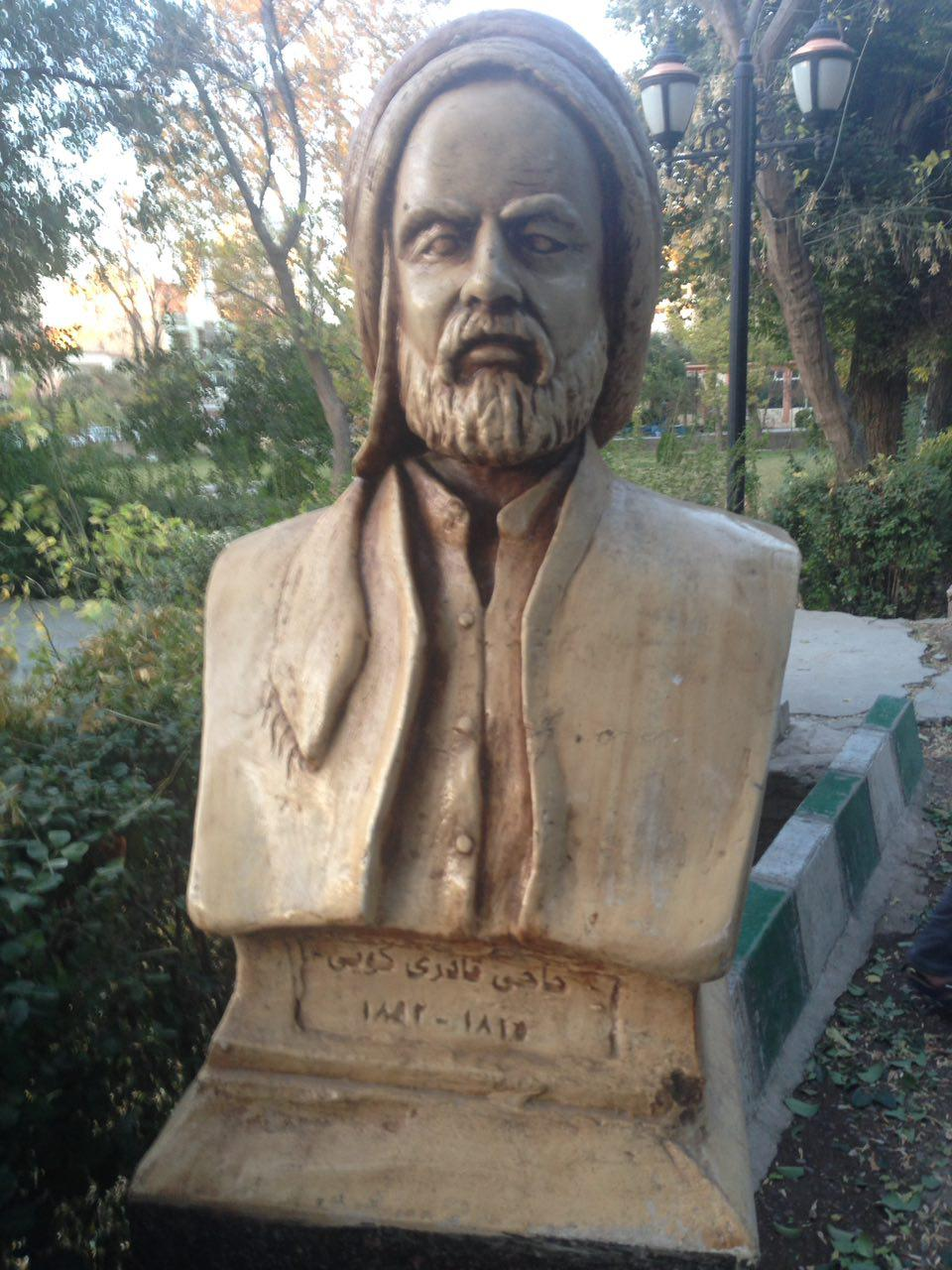
تندیس حاجی قادر کویی در سلیمانیه - ۲۰۱۵

حاجی قادر کویی (به کردی: حاجی قادری کۆیی)(۱۸۱۶–۱۸۹۷) شاعر کرد سده نوزدهم است. بیشتر اشعار او به سورانی است، اما شعرهای فارسی و عربی نیز سروده‌است. در کنار غزل‌های عاشقانه، اشعار انتقادی، اجتماعی و آزادی خواهانه سروده‌است. او در کنار کسانی چون احمد خانی از شاعرانی بود که به زبان و هویت کُردی توجه ویژه‌ای داشته‌است. وی پس از عزیمت به استانبول و آشنایی با کردی کرمانجی و همچنین مدرنیته، بر دامنهٔ اشعار انتقادی خود افزود. اشعار او بر شاعرانی چون عبدالله پشیو اثرگذار بوده‌اند.

## زندگی
وی در روستایی در نزدیک کوی‌سنجق به دنیا آمده‌است. پدرش هنگامی که وی خردسال بود از دنیا رفت. برای تحصیل علوم دینی رایج دوران خود به مهاباد و سردشت سفر کرد. سپس به استانبول رفت و در آنجا افکار آزادیخواهانه‌اش رشد کرد و رو به اشعار انتقادی آورد.

## اندیشه
حاجی قادر بیشتر به اشعار انتقادی‌اش شناخته شده است. آشنایی با اصلاحات عثمانی، مدرنیته و ناسیونالیزم در استانبول وی را متحول کرد. او از عقاید سنتی جامعه کردستان انتقاد کرد و کردها را به تشکیل دولت مستقل تشویق نمود.